# Regenjacke
Eine Regenjacke ist eine leichte Jacke zum Schutz vor Regen. Sie besteht aus wasserdichtem Material. Regenjacken sind meistens mit einer Kapuze ausgestattet, die angeschnitten (außen bleibend) ist, sich im Kragen der Jacke befindet oder abnehmbar ist. Sie werden beim Radfahren, Wandern, oder anderen Outdooraktivitäten häufig in Kombination mit Regenhosen getragen. Eine ähnliche Form ist das Regencape.

## Begriff
Im alltäglichen Sprachgebrauch wird der Begriff Regenjacke auch für Windjacke bzw. Windbreaker benutzt. Winddichte Jacken sind allerdings nicht grundsätzlich wasserabweisend oder wasserdicht. Wasserdichte Regenjacken sind dagegen in jedem Fall auch winddicht. Meistens sind in der Praxis beide Eigenschaften vereint, so dass die Regenjacke als Schutz gegen Wind und Regen dient und daher auch als Windjacke bezeichnet werden kann.
Regenjacken, die als Outdoorjacke oder Doppeljacke bezeichnet werden, haben einen zusätzliche Innenjacke aus Fleece oder mit Daunenfutter, die bei Bedarf mit einem zusätzlichen Reißverschluss an der Außenjacke befestigt werden kann.

## Formen
Es gibt Regenjacken mit durchgehendem Reißverschluss oder halb durchgehendem Reißverschluss, die man über den Kopf zieht (so genannte Schlupfjacken). Weiterhin sind die Bezeichnungen Windbreaker sowie Überziehjacke geläufig. Viele Windbreaker sind mit einer Brusttasche ausgestattet, welche sich per Reißverschluss, Klettverschluss oder Druckknöpfe verschließen lässt. Bekannte Marken für Windbreaker sind Carhartt, Ellesse, Napapirji, Urban Classics etc., aber ebenso von namhaften Sport- sowie Outdoormarken. 
Am Saum und an der Kapuze einer Regenjacke befindet sich meistens ein Kordelzug.
Viele Materialien, die für eine Regenjacke benutzt werden, verhindern auch den Abtransport von Schweiß des Jackenträgers. Manche Modelle haben daher zusätzliche Reißverschlüsse unter den Armen, die zur Belüftung dienen. Zusätzlich werden Regenjacken häufig aus atmungsaktiven Materialien hergestellt.

## Material
Regenjacken gibt es aus verschiedenen mehr oder weniger wasserundurchlässigen Materialien wie z. B. Polyamid, Nylon (z. T. beschichtet, PVC, Kunststoff und Gummi). Regenjacken aus Oilskin, geölter Baumwolle, sind atmungsaktiv und werden seit mindestens Anfang des 20. Jahrhunderts getragen. Etablierter sind heutzutage eingearbeitete Membranen basierend PFAS (z. B. Goretex). Das Material transportiert ein gewisses Maß an Feuchtigkeit nach außen, ist für flüssiges Wasser von außen dagegen undurchlässig. Durch den Einsatz dieser Materialien bleiben die Jacken dabei ohne regelmäßige Imprägnierung wasserdicht und atmungsaktiv. PFAS stehen in letzter Zeit aufgrund ihrer Beständigkeit in der Umwelt und dem möglichen Einfluss auf die menschliche Gesundheit in der Kritik.
Ein wichtiges Maß zur Klassifizierung der Wasserdichtigkeit eines Materials ist die Wassersäule. Die Angaben der Hersteller werden in der Regel in Millimetern (mm) angegeben und basieren auf der EU-Norm EN 343:2003 ("Schutzkleidung gegen Regen"). Sie zeigen, bis zu welchem Wasserdruck das Kleidungsstück undurchlässig bleibt. Eine Wassersäule von 800 mm ist für eine Regenjacke in der Regel ausreichend und entspricht der Schutzklasse 2. Höhere Wassersäulen werden zum Beispiel für Zelte benötigt.

## Verwendung
Es gibt auch komplette Regen-Anzüge (zweiteilig) oder so genannte Regenkombis (einteilig), eigentlich Overalls, letztere sind vor allem im Motorradbereich verbreitet.

## Mode
Im Hip-Hop-Bereich werden überweite Regenanzüge mit großen Logos gern aus modischen Gründen getragen.